# Gottfried Brunner (Lehrer)
Gottfried Friedrich Wilhelm Brunner (* 18. Oktober 1880 in Trieglaff, Kreis Greiffenberg in Pommern; †  nach 1942) war ein deutscher Lehrer für Geschichte, Religion, Deutsch, Latein und Griechisch sowie Schulbuchautor.

## Leben
Gottfried Brunner wurde als Sohn des Pastors Johannes Brunner und dessen Ehefrau Emilie geborene von Versen geboren. Er besuchte das Königliche Gymnasium in Demmin, wo er am 22. Februar 1899 das Reifezeugnis erhielt. Anschließend studierte er Geschichte, Germanistik, Philosophie und Theologie an den Universitäten Tübingen, Leipzig und Berlin. Dort bestand er am 25. Juni 1903 die Promotionsprüfung und wurde am 9. Juli 1904 zum Dr. phil. promoviert. Am 14. November 1905 bestand er die Prüfung für das höhere Lehramt für Geschichte, Religion und Deutsch, am 23. November 1907 für Latein und Griechisch. Von Oktober 1906 bis 1908 war er Mitglied des Kandidatenkonvikts am Pädagogium zum Kloster Unser Lieben Frauen in Magdeburg. Am 1. Oktober 1908 wurde er wissenschaftlicher Hilfslehrer und am 1. April 1909 Oberlehrer an der Lateinischen Hauptschule der Franckeschen Stiftungen in Halle an der Saale. 1909 wurde er Studienrat in Landsberg/Brandenburg und 1924 bis 1942 war er Oberlyzeums-Oberlehrer an der Augusta-Schule Berlin. Er war Mitglied des Philologenvereins, seit den 1930er Jahren Fachberater beim Provinzialschulkollegium, später beim Oberpräsidenten sowie Mitglied des Pädagogischen Prüfungsamtes.

## Werk
Bei folgenden Titeln ist Gottfried Brunner Verfasser oder Mitverfasser
- Gottfried Brunner: Ketzer und Inquisition in der Mark Brandenburg im ausgehenden Mittelalter. Unger, Berlin 1904, zugleich: Dissertation, Universität Berlin, 1904 (Digitalisat)
- Oskar Kästner, Gottfried Brunner: Lehrbuch für den Geschichtsunterricht an Oberlyzeen und Studienanstalten. Diesterweg, Frankfurt am Main 1912–1919; Ausgabe A für Oberlyzeen. 3 Teile, 1912, 1914, 1919 (Digitalisat: Teil 1, Teil 2); Ausgabe B für Studienanstalten. 2 Teile, 1912, 1914 (Digitalisat: Teil 1, Teil 2)[7]
- Gottfried Brunner: Die Vaterländische Gedenkhalle der Feste Boyen. Ein Führer durch ihre Sammlungen. ohne Verlag, ohne Ort 1917 (Druck: Paul Kühnel, Lötzen) (Digitalisat)
- Gottfried Brunner: Die Demokratie im Staatsleben. Einführung in die von der Reichsverfassung gewährleisteten Volksrechte. Ein Volkshochschullehrgang. Evangelischer Pressverband für Deutschland, Abteilung für Volksbildung, Berlin-Steglitz [1919][8]
- Richard Kabisch, Gottfried Brunner (Hrsg.): Erziehender Geschichtsunterricht. Versuch einer preußisch-deutschen Staatsgeschichte für Volksschulen. 5. Auflage, Vandenhoeck & Ruprecht, Göttingen 1921[9]
- Richard Kabisch (Autor), Hans Kohlschein (Zeichnungen), Gottfried Brunner (Neubearbeitung, Fortsetzung): Deutsche Geschichte. Von den germanischen Anfängen bis zum traurigen Ausgang des Weltkrieges. Dem deutschen Volke und seiner Jugend. 4. Auflage und 5. Auflage, Vandenhoeck & Ruprecht, Göttingen 1921[10] und 1925[11]
- Gottfried Brunner (Hrsg.): Aufsätze deutscher Geschichtschreiber der Gegenwart (= Velhagen & Klasings Sammlung deutscher Ausgaben, Band 186). Velhagen & Klasing, Bielefeld und Leipzig 1921[12]
- Gottfried Brunner: Neuland. Teil 5 (Für Obertertia), 5. Auflage, Diesterweg, Frankfurt am Main 1925[13]
- Gottfried Brunner, Ferdinand Jakob Schmidt: Neuland. Teil 6 (Für Untersekunda), 4. Auflage, Diesterweg, Frankfurt am Main 1925[14]
- Leopold von Ranke (Autor), Gottfried Brunner (Herausgeber): Die romanischen und germanischen Völker während des Mittelalters (= Velhagen & Klasings deutsche Lesebogen, Nr. 86). Velhagen & Klasing, Bielefeld und Leipzig [1931][15]
- Erich Walkow (Autor), Gottfried Brunner (Vorwort): Pontius Pilatus. Historischer Roman aus der Zeit Christi. Buchgemeinde, Berlin [1935][16]
- Gorch Fock (Autor), Gottfried Brunner (Herausgeber, Einleitung): Die See als Schicksal. Quelle & Meyer, Leipzig [1935][17][18]
- Werner Beumelburg (Autor), Gottfried Brunner (Herausgeber, Einleitung): Der Feigling. Die Belagerung von Neuß. Quelle & Meyer, Leipzig [1935][19]